# 1 Reyes 17
1 Reyes 17 es el decimoséptimo capítulo de los Libros de los Reyes de la Biblia hebrea o Primer Libro de los Reyes del Antiguo Testamento de la Biblia cristiana El libro es una compilación de varios anales que registran los actos de los reyes de Israel y Judá por un compilador deuteronómico en el siglo VII a. C., con un suplemento añadido en el siglo VI a. C. 1 Reyes 12:1 a 1 Reyes 16:14 documenta la consolidación de los reinos del norte de Israel y Judá: Este capítulo pertenece a la sección que comprende de  Reyes 16:15 a 2 Reyes 8:29, que documenta el período de la dinastía de Omri. El tema central de este capítulo es la actividad del profeta Elías durante el reinado del rey Acab en el reino del norte.

## Texto
Este capítulo fue escrito originalmente en lengua hebrea y desde el siglo XVI se divide en 31 Versículos.

### Testigos textuales
Algunos de los primeros manuscritos que contienen el texto de este capítulo en hebreo pertenecen a la tradición del Texto Masorético, que incluye el Códice de El Cairo (895), el Códice de Alepo (siglo X) y el Códice Leningradensis (1008).
También existe una traducción al griego koiné conocida como Septuaginta, realizada en los últimos siglos a. C.. Los manuscritos antiguos existentes de la versión Septuaginta incluyen el Codex Vaticanus (B; {\displaystyle {\mathfrak {G}}}B; siglo IV) y el Codex Alexandrinus (A; {\displaystyle {\mathfrak {G}}}A; siglo V). 

## El conflicto de Elías con Ajab y su huida (17:1-6)

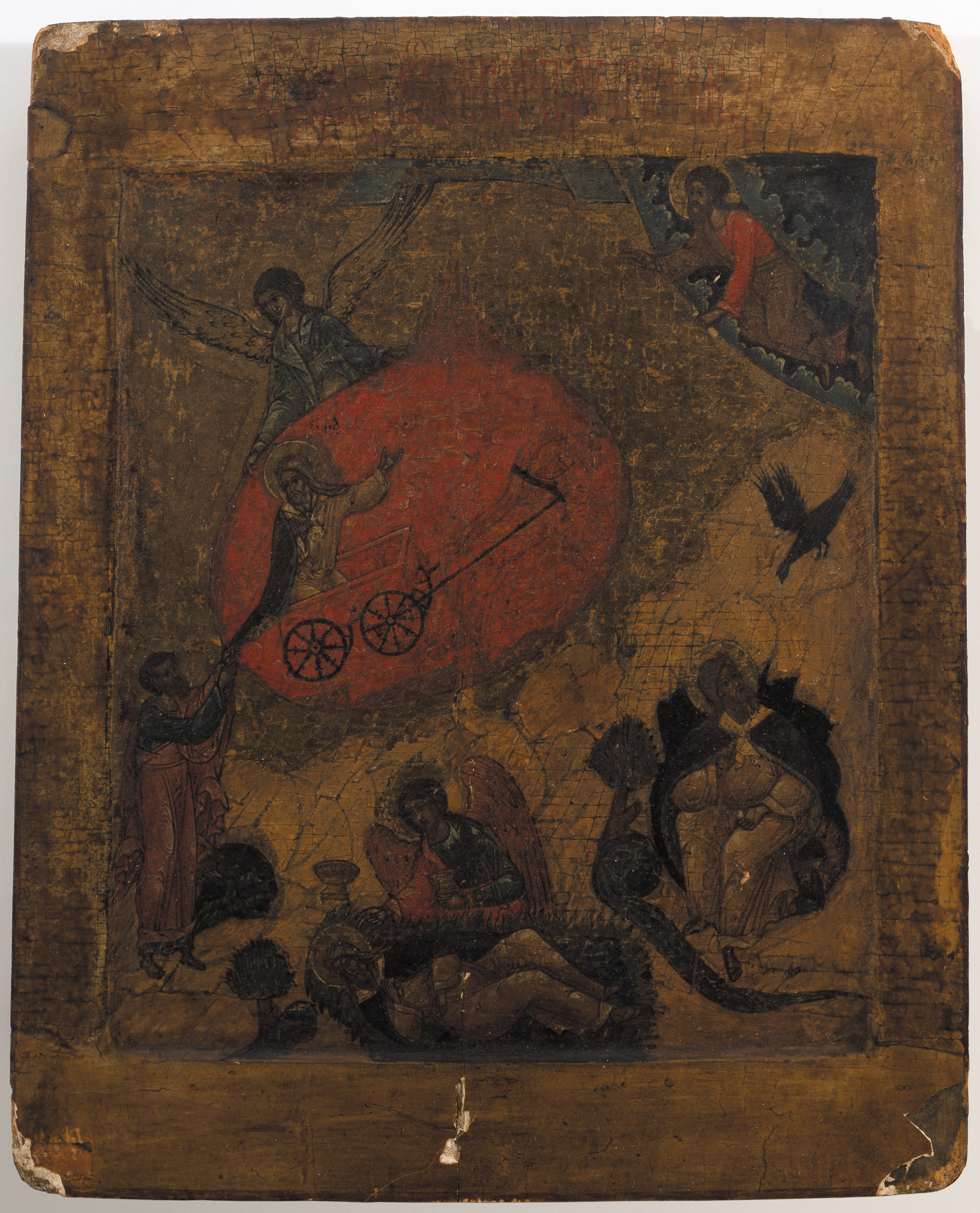
«Elías y el cuervo», pintor anónimo, entre c. 1600 y 1699. Galería de Arte Albright-Knox

Tras la enumeración del error de Ajab en el capítulo anterior, el profeta Elías apareció de repente para confrontar al rey con la palabra de Yahvé contra la política de Ahab de sincretizar el culto a Yahvé y Baal, y declarar la guerra contra Baal (como dios de la fertilidad y la lluvia) que la tierra sufriría sequía y hambre (sólo Yahvé puede controlar la lluvia).  Esto estableció un tenso conflicto entre el culto a las dos deidades que se resolvería en 1 Reyes 18:41-5. Tan pronto como terminó con su mensaje, Elías se retiró a un pequeño valle del río Jordán oriental, siendo alimentado por los cuervos, normalmente codiciosos (voraces).

### Versículo 1
Y Elías el tisbita, de los habitantes de Galaad, dijo a Acab: «Vive el Señor Dios de Israel, ante quien estoy, que no habrá rocío ni lluvia en estos años, si no es por mi palabra.»
- «Elías»: su nombre significa: '¡Mi Dios es Yahvé!', y sus historias lo describen como un hombre guiado por Dios y obediente a él.[6]
- «Tisbita»: o «de Tisbe», aquí es un lugar de Galaad,[13] no un lugar con nombre similar en el territorio de Neftalí, que fue el lugar de nacimiento del Tobit (Tobit 1:2).[14]
- «Estos años»: o «estos años siguientes», que fueron tres años y medio según Lucas 4:25 y Santiago 5:17.[15]

## Elías y la viuda de Sarepta (17:7-16)

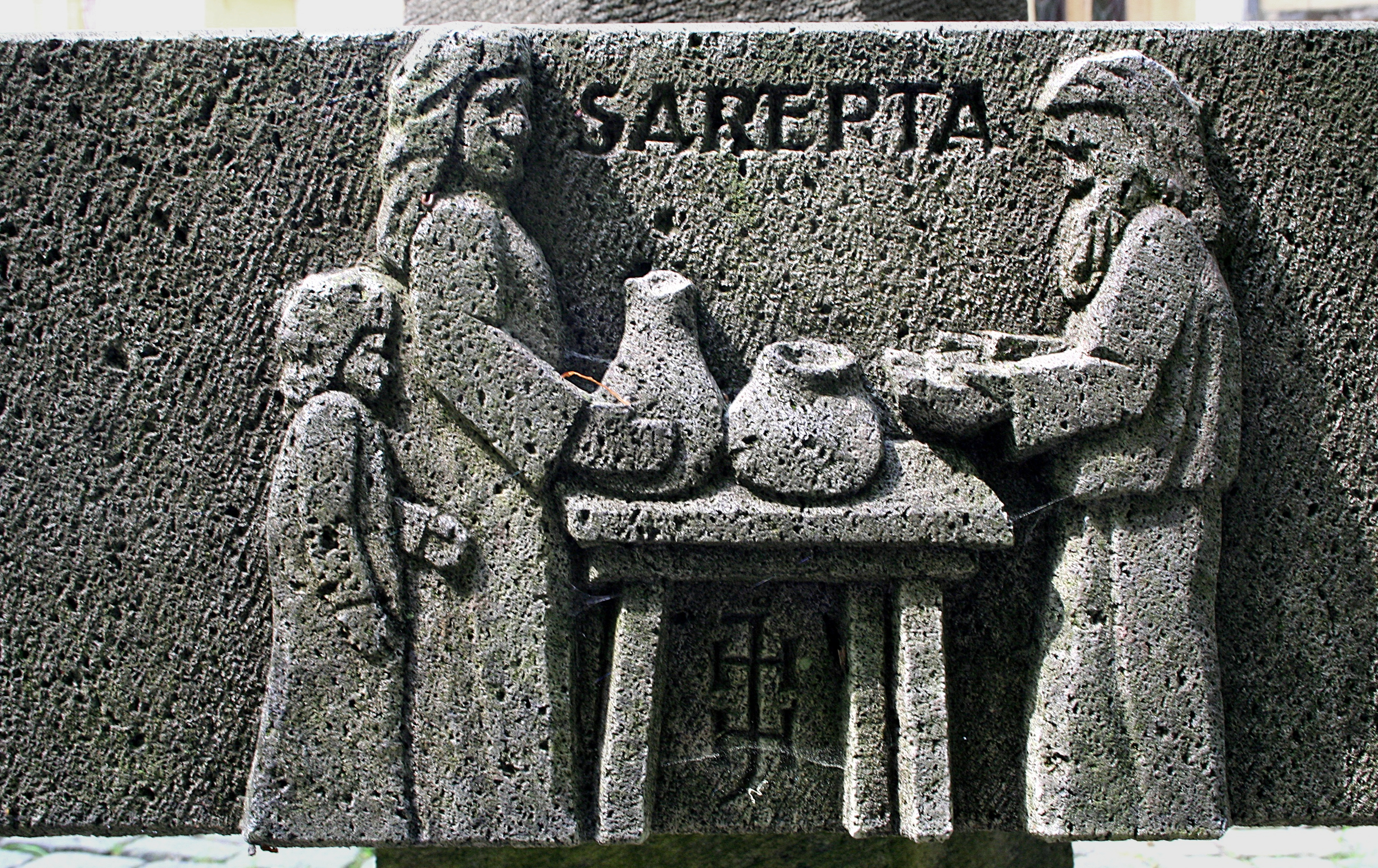
Elías y la viuda en Sarepta (Sarepta). Una escultura en la Abadía de Sayn

Al cabo de un tiempo, Elías experimentó la misma sequía que el pueblo de Israel, secándose el arroyo cercano a donde vivía, el wadi Cherith (véase Versículo 3), por lo que Dios lo envió a la región de Sidón, en la costa de Fenicia (actual Líbano), patria de la reina Jezabel, y centro del culto a Baal (cf. 1 Reyes 16:31). Para que Elías encontrara allí una viuda que le diera de comer, pidió al azar agua y luego pan a una mujer a las puertas de Sarepta. Cuando ella afirmó, 'vive Yahvé tu Dios', que ella y su hijo se estaban muriendo de hambre, Elías repitió su deseo, pero añadiendo las palabras tranquilizadoras, 'No temas', y una profecía de un suministro interminable de comida, que sucedió tal como Elías había dicho.

## Elías despierta a los muertos (17:17-24)

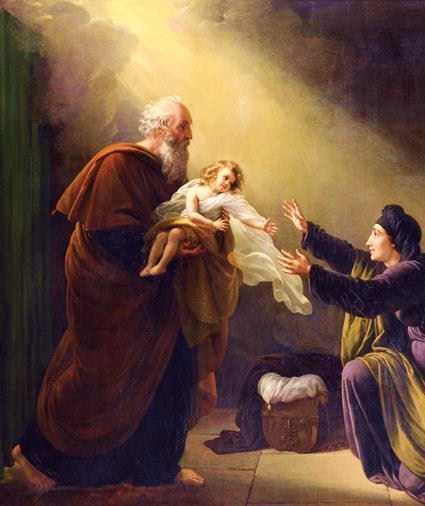
Elías resucitando al hijo de la viuda de Zarefata por Louis Hersent

En este relato, como en el anterior, intervienen las mismas tres personas y se plantea la misma cuestión de si merece la pena apoyar a los hombres de Dios, cuya presencia podría traer no sólo la muerte (al revelar los pecados y otorgar el castigo, Versículo 18), sino también la vida. La narración está estrechamente relacionada con la de 2 Reyes 4:18-37, que muestra que, aunque un profeta «desempeña el papel de un mago que revive un alma muerta mediante una acción ritual», sólo Dios tiene autoridad sobre la vida y la muerte (el profeta tuvo que suplicar dos veces a Dios)..
Hay notables paralelismos de esta narración con la resurrección del hijo de la viuda de Naín en Lucas 7, especialmente algunos paralelismos verbales.  La resurrección del hijo de la mujer de Sunem (2 Reyes 4) por Eliseo también es similar, dando un ejemplo de un patrón repetido en la historia de la Redención. 